# 上海市立图书馆
上海市立图书馆，为中华民国早年上海特别市政府设立的上海首个公立图书馆。1931年设立于上海文庙内，1936年迁播江湾新址（今杨浦区长海路366号）。1949年6月以后改建为上海市人民图书馆，最后拆分成各区级图书馆。现原上海市立图书馆被改建为杨浦区图书馆新馆，于2018年10月1日开馆。

## 历史

### 抗战之前
1928年，上海特别市政府拨款50万银元，委任王云五、王炳和、陆伯鸿、王兆鸿数人组建“上海特别市图书馆筹备委员会”，但终因市府财政紧张，最终计划未能实现。1931年，上海市教育局于南市文庙内创设上海市立图书馆，翌年建成开放，但地域狭小。同时，上海市政府开始实施“大上海计划”，市立图书馆、市立博物馆、体育场被纳入该计划第二期。并组成上海市图书馆、博物馆、体育场筹备委员会负责此三个项目的设计和建造。1935年3月21日，上海市立图书馆董事会成立，蔡元培为董事长，王云五担任副董事长，吴铁城、马宗荣、潘公展、沈怡、俞鸿钧、蔡增基、董大酉、伍连德、丁福保、张元济、戴超、李公朴等人为董事。当年10月，江湾新厦落成，次年9月开放。

### 抗战至1949年以后
1937年8月，淞沪会战爆发，江湾新馆沦为战区，馆藏图书和馆舍遭到极大破坏。太平洋战争爆发后，汪精卫政权上海市府接管工部局公众图书馆，并改称上海特别市市立图书馆。1945年9月，上海市教育局接收该馆，于福州路567号重建上海市立图书馆。江湾新馆归上海市同济中学使用。1949年6月，上海市人民政府将其改建为上海市人民图书馆。并从1951年起，分批在市区设立区级阅览室。1952年，上海市人民图书馆搬入位于复兴中路的文化广场。1956年，人民图书馆下设各区级阅览室脱离原建制，交由各区并组成一批区图书馆。1958年，上海市文化局调整市级公共图书馆的布局，人民图书馆裁撤，原有资源改建成卢湾区图书馆。

## 江湾馆舍

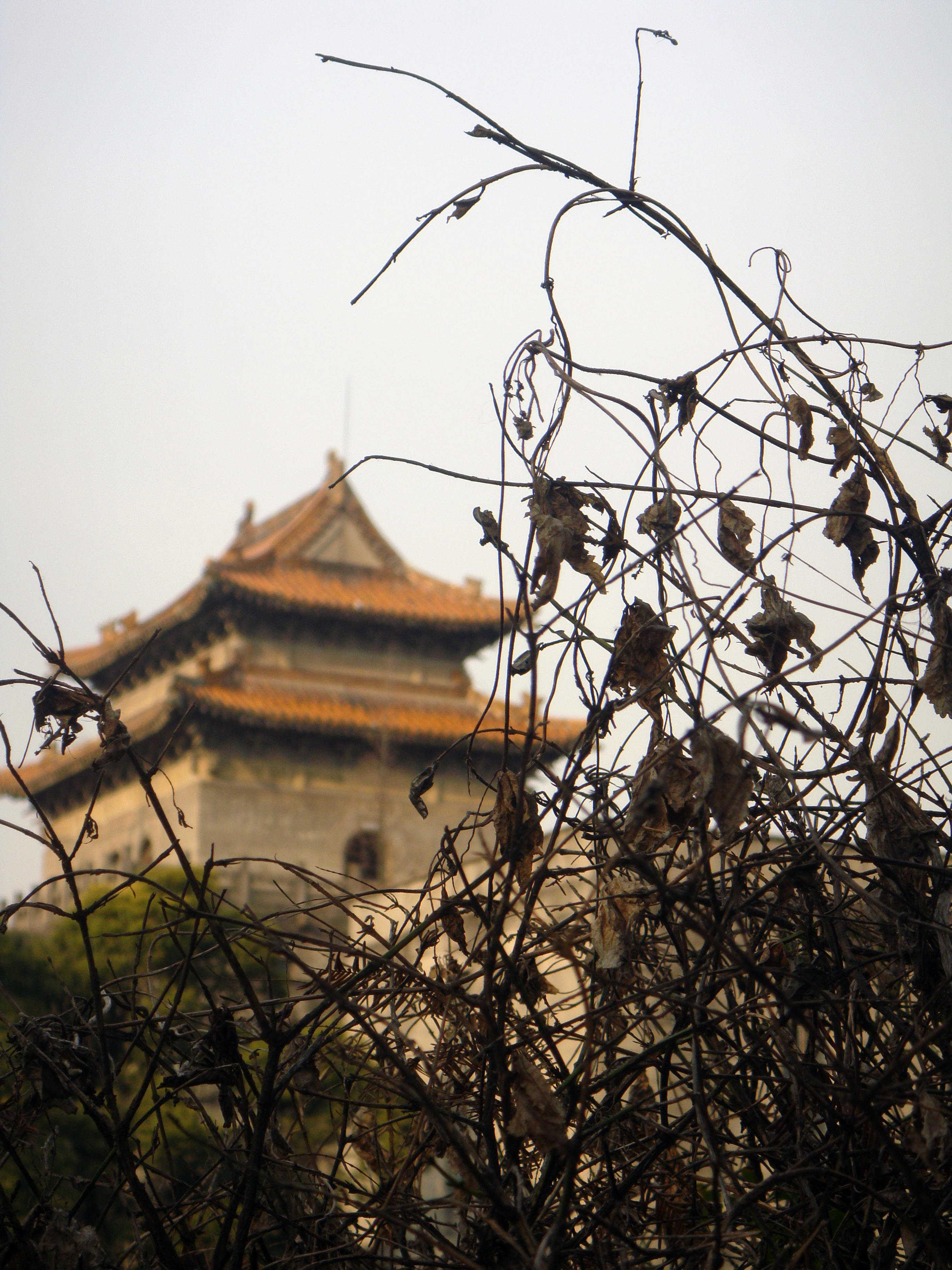
废弃中的上海市立图书馆塔楼

大上海计划启动后，上海市立图书馆亦被纳入该计划。通过筹备委员会的讨论和对各方案的遴选，最终决定图书馆选址上海特别市政府大厦的西南侧。
大厦占地1620平方米，平面呈工字型，坐西朝东。主楼中央设中国式塔楼一座，为歇山重檐顶，仿北京钟楼。与位于现长海医院的上海市立博物馆形成“左鼓右钟”的中国传统建筑格局。由知名设计师董大酉设计，张裕泰和记营造厂负责施工。主楼南北两侧为二层平顶楼房。图书馆建筑面积达3470平方米，为钢筋混凝土结构，外墙敷人造石贴面砌筑。正门前设置平台，陈设花草树木。平台左右最前端各置旗杆一杆。图书馆内部，采用传统风格装修，立柱粉饰为大红，天花板设藻井彩画。楼道地面用水磨石铺地，阅览室使用软木地板，其余部分的地面采用树胶块。
布局上，底层中央为方形大厅，大厅之后设报刊阅览室，再后为藏书库，储量可达50余万册。主楼高14米，共5层，每层可设置高2米左右的书架。图书馆左翼底层为办公用房为主，右翼设有儿童图书馆、善本书库、演讲厅等。此外，两翼均设有研究室、特别阅览室和普通阅览室。普通阅览室位于左右两翼的二层，每个可容纳150个座位。图书馆二层最前端设计成夹层，可作为杂物储藏室。储藏室内有通道连接至左右翼楼顶，同时也可以到达顶部塔楼，塔楼周围平台可供来客眺望。
1994年，该楼成为第二批上海市优秀历史建筑。2012年，杨浦区政府决定重新利用这一中华民国大陆时期的市图书馆建筑，改建为杨浦区图书馆新馆。2014年起，杨浦区图书馆新馆启动建设，总投资1.7843亿元，修缮扩建总建筑面积为14152.01平方米，其中地上建筑面积为9943.44平方米（修缮面积3960平方米），地下建筑面积为4208.57平方米，并恢复原先设计图纸上的设想，设置“两翼”建筑。新图书馆于2018年10月1日对外开放。